# Pier (Inden)
Pier was een plaats in de Duitse gemeente Inden, deelstaat Noordrijn-Westfalen, en telde 791 inwoners (2007). Het is een van de dorpen die plaats hebben moeten maken voor de winning van bruinkool (dagbouw).